# Terremoto del Cusco de 1650
El terremoto ocurrido en Cusco en el año 1650, exactamente el 31 de marzo de 1650, fue un evento masivamente destructivo y de larga duración que ocasionó la muerte de aproximadamente unas 5,000 personas desafortunadas. Este seísmo tuvo comoepicentro una localidad cerca a la ciudad del Cuzco, entonces bajo la jurisdicción del Virreinato del Perú. 

## La catástrofe
El terremoto ocurrió a aproximadamente las 2 de la tarde y tuvo una duración de tres minutos, con réplicas de rápida sucesión ocurriendo hasta los 15 minutos después del sismo principal, luego las réplicas cesaron por un largo tiempo para luego volver a retornar. En el Cuzco, todos los templos y la mayor parte de las edificaciones sufrieron daños considerables, generalizándose los estragos en Abancay, Andahuaylas y otros pueblos de la región. También la desolación alcanzó la meseta del Collao hasta Sicasica, en la actual Bolivia. Se produjeron además grandes deslizamientos de tierras en Písac y Paucartambo, uno de los cuales represó el curso del río Apurímac. La tierra se agrietó en diversos lugares, observándose disturbios de las aguas freáticas cerca del pueblo de Oropesa.
En la carta que el padre Juan de Córdoba envió al obispo del Cuzco D. Juan Alonso Ocón, entonces en Lima, se refiere con detalles los momentos de terror que soportó la población. Hasta el 3 de abril se contabilizaron hasta 260 ligeros temblores y más de 30 tan intensos como el primero, aunque más breves en el tiempo. A ello se sumó una fuerte tempestad de rayos que rompía con estruendo la oscuridad de la noche. El pánico cundió en la población y muchos llegaron  a creer que nadie se salvaría de la muerte, pero luego se apaciguaron, al difundirse la noticia de que se trataba solo de rumores lanzados por los escribanos para cobrar testamentos. 
Fue a raíz de este evento que la gente sacó en procesión al Cristo negro, una escultura de madera que hasta entonces estaba olvidado en su altar, y el movimiento coincidentemente se detuvo, según relatos de la época. El Cristo fue colocado en la puerta de la Catedral mirando a la ciudad con la creencia de aplacar la furia sísmica. Por este evento fue bautizado como el Señor de los Temblores.
En Lima se sintió el movimiento, que causó algunos deterioros en los edificios. El virrey Conde de Salvatierra, no bien tuvo noticia de lo ocurrido en el Cuzco, procuró paliar la situación de sus habitantes, relevándoles del pago de algunos impuestos y escribiendo al corregidor Juan de la Cerda y la Coruña a fin de que tomase las medidas necesarias para ayudar a los afectados. Algunas ciudades como la próspera Potosí acudieron en auxilio de los damnificados.